# Fall Tawana Brawley
Tawana Brawley (* 1971), eine schwarze Amerikanerin aus Wappinger im US-Bundesstaat New York,  erhielt 1987 im Alter von 15 Jahren landesweite Medienaufmerksamkeit wegen Vergewaltigungsvorwürfen gegenüber sechs weißen Männern. Die Anschuldigungen wurden durch prominente Unterstützer wie Al Sharpton und die Anwälte Alton H. Maddox Jr. und C. Vernon Mason vorangetrieben und hatten einen erheblichen öffentlichen Widerhall.
Nach der Beweisaufnahme kam eine Grand Jury 1988 zum Schluss, Brawley sei nicht das Opfer einer Attacke gewesen, sondern habe sich als solches ausgegeben. Ein angeschuldigter Justizbeamter verklagte Brawley sowie Sharpton, Maddox und Mason erfolgreich auf Verleumdung.
Der Fall zeigte eine erhebliche gesellschaftliche Spaltung auf. Dabei spielten negative Stereotype gegenüber schwarzen Frauen eine breite Rolle.

## Hintergründe
Am 28. November 1987 wurde Brawley, die vier Tage vermisst worden war, anscheinend ohnmächtig in einem Müllsack in der Nähe einer früher von ihr bewohnten Wohnung gefunden. Die Kleidung war zerrissen und hatte Brandspuren, auf ihrem Körper waren mit Kohle angebrachte Schriftzeichen sowie Kotspuren.
Sie wurde in die Notaufnahme gebracht; auf Fragen eines Ermittlers antwortete sie nicht. Die Familie verlangte, einen schwarzen Beamten beizuziehen. Brawley beschrieb in der ersten Vernehmung mehrere Vergewaltigungen durch zumindest drei weiße Männer, darunter einen Polizeibeamten. Demgegenüber standen unter anderem Aussagen von Zeugen, die Brawley während der angeblichen Entführung auf Partys gesehen hätten und die medizinischen Untersuchungen, nach denen keinerlei Verletzung oder Kratzer, geschweige denn Spuren einer wiederholten Vergewaltigung nachzuweisen waren. Den Vergewaltigungsvorwurf als solchen nahm Brawley später auch wieder zurück, blieb aber beim Vorwurf der sexuellen Nötigung. Der Kot stellte sich als Hinterlassenschaft eines Nachbarshundes heraus. Brandspuren und ähnliches wiesen darauf hin, dass die Entführung in dem Appartement vorgetäuscht worden war.

## Öffentliche Reaktion
Die Öffentlichkeit war zunächst auf Seiten von Brawley. Bill Cosby gehörte zu den Unterstützern und sammelte Geld für ihre anwaltliche Vertretung. Im Dezember 1987 demonstrierten über tausend Menschen für sie, darunter auch Louis Farrakhan.
Als prominente Unterstützer wie Al Sharpton und die Anwälte Alton H. Maddox und C. Vernon Mason den Fall vorantrieben, kam es zu landesweiten Schlagzeilen und einer deutlichen Kluft zwischen schwarzen und weißen Amerikanern. Im Juni 1988 wurde die Frage, ob Brawley gelogen hatte, von Schwarzen (51 %) und Weißen (85 %) unterschiedlich bejaht.
Sharpton, Maddox und Mason behaupteten, weiße Beamte und Politiker würden versuchen, hochrangige Beteiligte zu decken. Namentlich wurde Steven Pagones, ein stellvertretender Staatsanwalt, als einer der Vergewaltiger und überzeugter Rassist beschuldigt. Pagones klagte erfolgreich auf Verleumdung, anstatt der geforderten 395 Millionen Dollar erhielt er mehrere hunderttausend Dollar Schmerzensgeld zugesprochen. Brawley wurde auf 185.000 $ verurteilt. Die 65.000 $ Strafe gegen Al Sharpton wurde unter anderem von den Geschäftsleuten Johnnie L. Cochran jr. und Earl G. Graves jr. übernommen.
Brawley konvertierte zum Islam und bleibt bei den Vorwürfen.
Der Fall wird in dem Spielfilm Do the Right Thing als politisches Schlagwort erwähnt. Im einleitenden Songvideo von Fight the Power von Public Enemy hat Brawley einen Cameoauftritt.

## Möglicher Hintergrund
Die Entscheidung der Grand Jury wies auf einen anderen Hintergrund hin. Vermutlich wollte Brawley einer Bestrafung durch ihre Mutter und ihren Stiefvater entgehen. Der Stiefvater Ralph King war ein bekannter Gewalttäter und hatte Brawley nicht nur sexuelle Avancen gemacht, sondern sie nach einem früheren Fall von Ladendiebstahl bereits auf der Polizeistation versucht zu schlagen. Am Tag ihrer angeblichen Entführung hatte Brawley ihren Freund Todd Buxton im Gefängnis besucht. Möglicherweise hatte Brawley den Fall zusammen mit ihrer Mutter vorgetäuscht, um einer Bestrafung zu entgehen. Was vorgefallen sein musste, um einen Teenager zu bewegen, sich derart zu demütigen, ist eine andere Frage, die unter anderem von dem Soziologen Jonathan Markovit angeführt wurde.
Der Polizei wurde vorgeworfen, die problematischen familiären Hintergründe nicht ausreichend betrachtet zu haben. Brawley sei in der Obhut von Schwiegervater und Mutter geblieben, die bei jüngeren Opfern sexueller Gewalt übliche Abtrennung vom familiären Umfeld sei nicht durchgeführt worden. Sharpton und anderen wurde unterstellt, Brawley als Vorzeigefall für eine politisch motivierte Kampagne missbraucht zu haben. Der Fall gilt zudem als Zeichen für eine erhebliche Spaltung der amerikanischen Gesellschaft wie tiefsitzende Vorurteile auch der schwarzen Community gegenüber dem amerikanischen Mainstream und US-amerikanischen Institutionen.